# Eviota shimadai
Eviota shimadai là một loài cá biển thuộc chi Eviota trong họ Cá bống trắng. Loài cá này được mô tả lần đầu tiên vào năm 2010.

## Từ nguyên
Loài cá này được đặt theo tên của Kazuhiko Shimada.

## Phạm vi phân bố và môi trường sống
E. shimadai có phạm vi phân bố ở Tây Thái Bình Dương. Chúng được tìm thấy ở vùng biển ngoài khơi Nhật Bản, Palau và Indonesia. Mẫu vật của E. shimadai được thu thập gần các rạn san hô ở độ sâu khoảng 29 m trở lại.

## Mô tả
Chiều dài cơ thể tối đa được ghi nhận ở E. shimadai là 1,6 cm.
Số gai ở vây lưng: 7; Số tia vây ở vây lưng: 8 - 9; Số gai ở vây hậu môn: 1; Số tia vây ở vây hậu môn: 7 - 8; Số tia vây ở vây ngực: 16 - 17.